# Ett oemotståndligt begär
Ett oemotståndligt begär är en bok skriven av Meg Cabot. Boken handlar om Heather Wells, en ex-popstjärna vars mamma och manager stack med alla hennes pengar till Argentina. Hon jobbar på ett studenthem i New York. Två tjejer har dött när de påstås ha hissurfat och föll ner. Heather är övertygad om att de inte hissurfade, utan tror att de blev mördade. Hon börjar undersöka saken och på den livsfarliga resan blir hon nästan dödad fler gånger.